# Dent Parrachée
Dent Parrachée je hora v masivu Vanoise, ve Francouzských Alpách. S nadmořskou výškou 3 697 metrů je třetí nejvyšší horou Vanoise,
a rovněž náleží mezi nejvyšší vrcholy Francie s prominencí vyšší než 500 metrů. Dent Parrachée leží v jižní části horského masivu na území Národního parku Vanoise. Nachází se v departementu Savojsko, v blízkosti hranice s italským regionem Piemont.